# José María Rojas Garrido
Pour les articles homonymes, voir Garrido (homonymie).
José María Rojas Garrido (1824-1883) est un homme d'État et ancien président des États-Unis de Colombie.